# Engel mit schmutzigen Flügeln
Engel mit schmutzigen Flügeln ist ein deutsches Filmdrama des Regisseurs Roland Reber aus dem Jahr 2009.

## Handlung
Gabrielle, Michaela und Lucy fahren mit ihren Motorrädern auf leeren Straßen durchs Land. Michaela und Gabriela wollen die unbedarfte Lucy von ihren moralischen Fesseln lösen. Sie gehen mit ihr in Stripschuppen und Séparées und bringen sie dazu, diverse sexuelle Praktiken auszuüben.

## Kritik
„Mit pseudophilosophischen Diskursen durchsetzter Low-Budget-Softporno, der letztlich den Schritt zum subversiven ‚Trash‘ scheut und zwischen schlichter Exploitation und reflexiven Ansätzen keine Balance findet.“